# Сейшельская футбольная федерация
Сейше́льская футбо́льная федера́ция (англ. Seychelles Football Federation) — организация, осуществляющая контроль и управление футболом на Сейшельских Островах. Располагается на Маэ. СФФ основана в 1979 году, вступила в КАФ и в ФИФА в 1986 году. Федерация организует деятельность и управляет национальными сборными по футболу (мужской, женской, молодёжными). Под эгидой федерации проводится чемпионат страны и многие другие соревнования.